# Let Angara Airlines 200
Let Angara Airlines 200 byl pravidelný osobní let z Ulan-Ude do Irkutska, který 27. června 2019 havaroval při mezipřistání v Nižněangarsku v Burjatsku. Ze 47 osob na palubě dvě zahynuly.

## Nehoda
Před přistáním v Nižněangarsku vysadil levý motor. Při nouzovém přistání posádka ztratila kontrolu nad pravým motorem a letadlo přišlo o pneumatiku na pravém podvozku. Po vyjetí z dráhy narazilo po 100 metrech do čističky odpadních vod a vznítilo se. Na palubě bylo 47 lidí, v tom čtyři členové posádky, kapitán a palubní inženýr po nárazu zemřeli.

## Letadlo
Letadlo An-24RV bylo dokončeno 16. září 1977 v podniku Aviant v Kyjevě a předáno Dálněvýchodnímu ředitelství civilního letectví. V roce 1991 bylo předáno společnosti Sachalinskoje PO, později společnost Sachalinskije aviatrassy (SAT), posléze sloučená do letecké společnosti Aurora. V roce 2013 letadlo převzaly aerolinky Angara, kde létalo až do nehody. K lednu 2010 mělo nalétáno 31 500 hodin ve 14 645 cyklech start/přistání.

## Vyšetřování

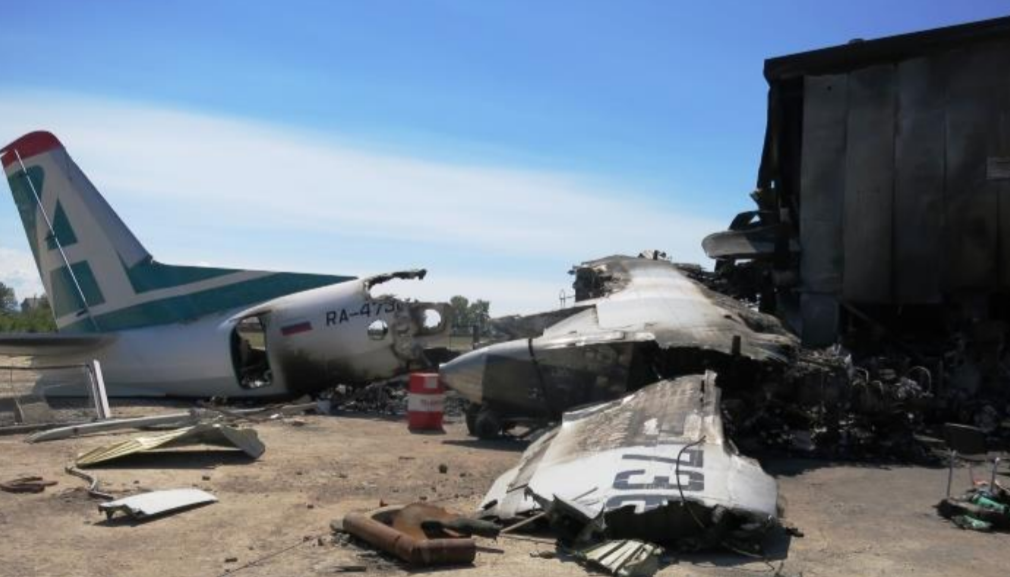
Trosky po nárazu a po požáru

Šetření příčin nehody provádí Mezistátní letecký výbor a taktéž burjatské orgány ministerstva vnitra kvůli podezření z nedbalostního porušení pravidel letecké bezpečnost s následkem smrti.